# 劉惠茹
劉惠茹（1996年7月25日—）為臺灣女子籃球運動員，場上位置為控球后卫，現效力於電信女籃。劉惠茹從就讀大同國小四年級開始踏上籃球路，就讀明仁國中三年級時十字韌帶受傷，當時在尚未被任何學校錄取的情況下被南湖高中納入麾下，大學原先就讀臺北市立大學博愛校區，2014年底開始與電信女籃一同練球，2015年轉學至國立臺灣師範大學從大一讀起，夏天打完U19世青女籃賽返回臺灣隨即代表中華白隊征戰瓊斯盃，大學三年級遭遇左腳十字韌帶受傷，2020年轉戰WSBL舞臺。

## 外部連結
- 劉惠茹在archive.fiba.com（archived）（英语）
- 劉惠茹在Eurobasket.com（球員）（英语）